# Kępie (Petite-Pologne)
Pour les articles homonymes, voir Kępie.
Kępie est une localité polonaise de la gmina de Kozłów, située dans le powiat de Miechów en voïvodie de Petite-Pologne.